# Lago Argentino Aerodrome
Lago Argentino Aerodrome är en flygplats i Argentina. Den ligger i den södra delen av landet, 2 100 km sydväst om huvudstaden Buenos Aires. Lago Argentino Aerodrome ligger 223 meter över havet.
Terrängen runt Lago Argentino Aerodrome är kuperad söderut, men norrut är den platt. Trakten runt Lago Argentino Aerodrome är nära nog obefolkad, med mindre än två invånare per kvadratkilometer.. Närmaste större samhälle är El Calafate, 1,8 km sydost om Lago Argentino Aerodrome.
Runt Lago Argentino Aerodrome är det i huvudsak tätbebyggt.